# Еллі Овертон
Еллі Овертон (англ. Elli Overton, 13 червня 1974) — австралійська плавчиня.
Учасниця Олімпійських Ігор 1992, 1996, 2000 років.
Призерка Чемпіонату світу з водних видів спорту 1994 року.
Чемпіонка світу з плавання на короткій воді 1995 року, призерка 1993 року.
Переможниця Пантихоокеанського чемпіонату з плавання 1995 року, призерка 1993, 1999 років.
Переможниця Ігор Співдружності 1994 року.
Призерка літньої Універсіади 1997 року.